# Nakia Burrise
Nakia Burrise (San Diego, 21 ottobre 1974) è un'attrice e doppiatrice statunitense.

## Filmografia parziale

### Attrice
Cinema
- Turbo Power Rangers - Il film (Turbo: A Power Rangers Movie), regia di David Winning e Shuki Levy (1997)
- One of Us Tripped, regia di Tim Story (1997)
- Jack Frost, regia di Troy Miller (1998) - non accreditata
- Between Kings and Queens, regia di Joy Dickson (2010)
- For the Love of Christmas, regia di Karlton T. Clay (2022)

Televisione
- Una mummia per amico (Under Wraps) - film TV (1997)
- Power Rangers Zeo - 50 episodi (1996)
- Power Rangers Turbo - 19 episodi (1997)
- Moesha - 3 episodi (2000)
- Il fidanzato perfetto (The Perfect Boyfriend) - film TV (2013)
- Hart of Dixie - 7 episodi (2013-2015)
- Class Dismissed - 13 episodi (2015-2017)
- Danger Force - 8 episodi (2020-2022)

### Doppiatrice
Cinema
- Barbie e l'avventura nell'oceano (Barbie in a Mermaid Tale) (2010)
- Barbie e l'avventura nell'oceano 2 (Barbie in a Mermaid Tale 2) (2012)
- Barbie & Chelsea: The Lost Birthday (2021)

Televisione
- Barbie - Life in the Dreamhouse - 30 episodi (2012-2015)
- Barbie Dreamhouse Adventures - 12 episodi (2019-2020)